# Михайлівка (Самарівський район)
Миха́йлівка — село в Україні, у Перещепинській міській громаді Самарівського району Дніпропетровської області. Населення за переписом 2001 року становить 1130 осіб.

## Географія
Село Михайлівка знаходиться на березі річки Багатенька, біля її витоків, нижче за течією на відстані 3 км розташоване село Панасівка. Річка в цьому місці пересихає, на ній зроблено кілька загат. У селі Балка Ількова впадає у річку Багатеньку.

## Історія
Засноване в 1872 році як село Магденівка.
Станом на 1886 рік в селі Попаснянської волості мешкало 768 осіб, налічувався 161 двір.
1900 року перейменоване в село Михайлівка.
У районі села Михайлівка 20-х числах січня 1919 за дорозі з Лозової на Катеринослав бійці 1-го українського полку імені Богдана Хмельницького та 36-го Полтавського піхотного полку розбив загін махновців.

## Об'єкти соціальної сфери
- Школа.
- Дитячий садочок.
- Фельдшерсько-акушерський пункт.